# Stier (König)
Stier ist der Behelfsname für einen prädynastischen Kleinkönig in Ägypten aus der Zeit um 3250 v. Chr., dessen Existenz jedoch stark umstritten ist.

## Hintergrund
Falls „Stier“ tatsächlich einen Herrschernamen darstellt, ist er überwiegend von Elfenbeintäfelchen aus dem abydenischen Grab U-j von Umm el-Qaab sowie einer Felsritzung am Berg Gebel Tjauty bekannt. Ägyptologe Günter Dreyer schließt die Existenz von König „Stier“ aus Einritzungen auf einer Statue des Gottes Min, die er als Herrscherfolge interpretiert. Er vermutet, dass die Grabbeigaben, die für König Skorpion I. bestimmt waren, aus den Domänengütern des Königs „Stier“ stammten und das Stier-Symbol somit vom Namen des Letztgenannten herrührte. Eine weitere Bestätigung der Existenz dieses Herrschers erlaubt die Interpretation einer 2003 entdeckten Felszeichnung am Gebel Tjauty in der Wüste westlich von Theben. Sie stellt demnach einen erfolgreichen Feldzug des Königs Skorpion (I.) gegen König „Stier“ dar. Diese Schlacht war möglicherweise Teil der Machtkonzentration im spätvorgeschichtlichen Ägypten: Der von Thinis aus operierende Skorpion I. eroberte das Gebiet von Stier im Bereich von Naqada.
Da das Stierzeichen jedoch nie von einem Horusfalken oder einer Goldrosette – beides sichere Herrschersymbole bereits in der Prädynastik – begleitet wird, wird seine Existenz als König von einem Teil der Forschung angezweifelt. So weisen der Schriftexperte Ludwig D. Morenz sowie der Ägyptologe Jochem Kahl darauf hin, dass sich die ägyptische Hieroglyphenschrift während der Prädynastik noch in der frühen Entstehungsphase befand und eine sichere Zuweisung einzelner Bildsymbole zuhöchst unsicher sei. Grund hierfür ist der Umstand, dass in dieser frühen Schriftentwicklungsphase noch keine feststehenden Determinative für „Ortschaft“, „Gau“ und „Region“ existierten. So konnte eine Stierdarstellung den König als angreifende Gewalt repräsentieren, er konnte aber auch eben Teil einer Bezeichnung für einen bestimmten Ort oder Gau sein (z. B. für den Bergstier-Gau). Auch fanden sich Stierdarstellungen in Verbindung mit der archaischen Zeremonie „Fangen des Wildstiers“ als Vorform zum späteren Apis-Lauf. Eine Stierdarstellung bestätige daher nicht zwangsläufig einen Königsnamen.